# Brachinus andalusiacus
Brachinus andalusiacus es una especie de escarabajo de la familia Carabidae.

## Distribución geográfica
Se distribuye por el paleártico: Andalucía (España) y el noroeste del Magreb.